# 莱贝镇区
莱贝镇区是緬甸克倫邦帕安縣下辖的一个镇区。2014年人口265,883人，區域面積4,322.1平方公里。該鎮區轄下209個村莊。莱贝為該鎮区首府。